# راسل 3000
راسل 3000 (بالإنجليزية: Russel 3000)‏  هو مؤشر بورصة مرجح للقيمة السوقية وهو يقيس أداء أكبر 3000 شركة عامة في الولايات المتحدة حسب إجمالي القيمة السوقية، ويمثل حوالي 97% من سوق الأسهم العامة الأمريكية. تم إطلاق المؤشر في 1 يناير 1984، وتتم إدارته بواسطة فوتسي راسل، وهي شركة تابعة لمجموعة بورصة لندن.

## وصلات خارجية
- - Index Construction and Methodology